# 特捜最前線のエピソード一覧 (第436話 - 第509話)
特捜最前線のエピソード一覧（とくそうさいぜんせんのえぴそーどいちらん）は全国テレビ朝日系列で放送された『特捜最前線』の放送タイトルを綴ったものである。本項目では全509話のうち、1985年10月10日から1987年3月26日まで放送された第436話から第509話までを記述する。
過去の放送分は下記のページを参照のこと。
- 特捜最前線のエピソード一覧 (第1話 - 第104話)
- 特捜最前線のエピソード一覧 (第105話 - 第216話)
- 特捜最前線のエピソード一覧 (第217話 - 第328話)
- 特捜最前線のエピソード一覧 (第329話 - 第435話)

| 話数 | 放送日          | サブタイトル                              | 脚本     | 監督       | ゲスト | 備考                                                                                         |
| ---- | --------------- | ----------------------------------------- | -------- | ---------- | --- | -------------------------------------------------------------------------------------------- |
| 436  | 1985年 10月10日 | 疑惑のXデー・爆破予告1010!                | 長坂秀佳 | 野田幸男   | 白川由美 大場久美子 小山武宏、梅原正樹、大山豊、鈴木泰明、五十嵐美鈴、飯塚洋介、佐々森勇二、村木勲、生木政寿、中野紅子、橘彩子、阪東嘉昭、三上祐之、桧山愛子、工藤彰吾、大村美樹 渥美國泰、高城淳一 浅茅陽子                                     | 2時間スペシャル。 時田、犬養両刑事加入。 衣裳デザイン:芦田淳 衣裳協力:キャノンクリエーション |
| 437  | 10月17日        | 殺人警官・44000人の容疑者!                | 藤井邦夫 | 天野利彦   | 頭師孝雄、長谷川初範、香野麻里、梅原正樹、中島元、溝口順子、田村一樹、木村修、大館光信、佐々森勇二、白井達始、三上祐、神藤一弘、内田崇吉、島かおり                                                                                               |                                                                                              |
| 438  | 10月24日        | 逆転推理・秋の花火のメッセージ!           | 佐藤五月 | 辻理       | 宮内洋、渡辺理沙、平沢智子、剣持伴紀、藤堂陽子、伊東あつ子、戸沢佑介、西屋東、久慈英朗、舟久保信之、福島歳恵、吉田照義、薄根敏明、林堅太郎、高塚信、渡辺恭子、江幡高志、鶴賀二郎、御木本伸介                                                     |                                                                                              |
| 439  | 10月31日        | 美しい狙撃者!殺意を呼ぶマネーゲーム!      | 山田隆司 | 松尾昭典   | 清水めぐみ、桑原大輔、藤田啓而、藤田宗久、里木佐甫良、松浪志保、山田光一、松尾文人、高杉哲平、木村修、山浦栄、五野上力、平井一幸、西坂和子、佐々森勇二、内田修司｜山本紀彦                                                                       |                                                                                              |
| 440  | 11月7日         | 愛を撃つ女・暴かれた裏切りのレイプ!       | 宮下隼一 | 天野利彦   | 若原瞳、荒井由加、小池雄介、大江徹、桑原一人、小寺大介、永谷悟一、佐川二郎、山形政彦、佐藤功、徳田雅之、荒瀬寛樹、白井達始、宮脇志都、小笠原東一郎                                                                                               |                                                                                              |
| 441  | 11月14日        | 結婚したい女・ハイミスOLの報復!           | 佐藤五月 | 北本弘     | 島村佳江｜藤山律子、山口嘉三｜伊藤彰洋、森田遙、梅原正樹、菊地太｜村松美枝子、松岡久美、藤木聖子、鎌田功、須藤俊｜阿部祐二｜穂高稔 | 高杉婦警退職。 杉刑事加入。                                                                  |
| 442  | 11月21日        | 女子中学生殺人事件・冬のコオロギのSOS!    | 高久進   | 天野利彦   | 立原ちえみ、神谷政浩、木本めぐみ、原田ゆり子、たうみあきこ、伊藤正博、岸本功、夏木章、福岡康裕、斉藤奈保、上野由美子｜坂部文昭、川口敦子 | 江崎婦警赴任。                                                                               |
| 443  | 11月28日        | 生きていた死体!疑惑のニセ家族!            | 藤井邦夫 | 村山新治   | 山口美也子｜小瀬朗、名川貞郎、村上幹夫、島村卓志、大川万裕子、伊尾明子、吉中六、麻生美衣、小林大介、飯塚健一｜大谷朗、入江正徳｜下元勉 |                                                                                              |
| 444  | 12月5日         | 退職刑事失踪の謎!瀬戸内に架けた愛!!       | 長坂秀佳 | 宮越澄     | 高樹澪｜大場順、友金敏雄、西川敬三郎、津路清子、山岡八高、五十嵐公二、室井博子、岡本吉正、加藤仁志、森重信、生田隆、水谷強一、吉川千代野｜織本順吉                                                                                               |                                                                                              |
| 445  | 12月12日        | 原宿スクランブル・泣いた放火魔!           | 亜槍文代 | 三ツ村鐵治 | 白石まるみ、吉田次昭、香椎くに子、露原千草、梅原正樹、磯部稲子、永谷悟一、小甲登枝恵、伊藤巧美、神崎じゅんや、佐川二郎、大館光信、三上祐、宮崎夕子、森田明子、平山智子                                                                           |                                                                                              |
| 446  | 12月19日        | 倉敷-高松-観音寺・瀬戸内に消えた時効!     | 藤井邦夫 | 宮越澄     | 伊藤美由紀｜黒部進、友金敏雄、秋津万里子、翠潤子、寺戸千恵美、橘田良江、宮寺康生、久慈英朗、五十嵐公二、佐々森勇二｜関谷ますみ｜早川雄三、寺田路恵｜睦五朗                                                                                       | 高杉幹子ゲスト出演。                                                                         |
| 447  | 12月26日        | 遅れてきたXマス・密告電話の女!            | 藤井邦夫 | 天野利彦   | 小林勝也、福家美峰、福田健次、南一恵、梅原正樹、岡崎夏子、山田光一、松尾文人、加茂正、福岡康裕、泉福之助、小見浩昭、谷口安奈｜石田哲也、岡本麗                                                                                                   |                                                                                              |
| 448  | 1986年 1月9日   | 約束・消えた女囚!                         | 藤井邦夫 | 村山新治   | 奈良富士子、根岸一正、新海丈夫、神山卓三、上田耕一、江崎和代、梅原正樹、大矢兼臣、進藤幸、平井一幸、鎌田功、中林由利子、門根雅美、内田桂子、森田恵、加藤慧美｜和崎俊哉、清水まゆみ                                                               |                                                                                              |
| 449  | 1月16日         | 黙秘・墜ちた名門夫人!                     | 佐藤五月 | 北本弘     | 三浦真弓｜時本和也、久保田民絵、岩城力也、中島元、林秀樹、中真千子、五十嵐五十鈴、佐久間まち子、篠田薫、大久保敏子、宇乃壬麻、ふくしまとしえ、渡部るみ、奥富直子、高橋利安、林村清美｜藤宏子、林孝一｜本郷直樹                                   |                                                                                              |
| 450  | 1月23日         | 挑戦・炎の殺人トリック!                   | 大野武雄 | 辻理       | 三東ルシア｜みずきあい、相沢治夫、相馬剛三、武内文平、西尾徳、岡田和子、谷村慶子、佐野すえこ、宮脇志都、村木勲、佐藤法義、衣笠健二、小沢司、吉沢路子｜大林丈史、小鹿番｜赤塚真人                                                                 |                                                                                              |
| 451  | 1月30日         | 前略、神代課長様・天使からの告発状!       | 宮下隼一 | 天野利彦   | 神山繁｜岡本舞｜有田麻里、藤田宗久、福岡正剛｜野村昇史、中平良夫、団巌｜菊地太、飯塚健一、松尾晶代、榎本郁代｜太地康雄、深江章喜 |                                                                                              |
| 452  | 2月6日          | 暴走・ロード募金殺人行?!                  | 押川国秋 | 宮越澄     | 俵健太郎、一ノ瀬明美、津野哲郎、大山豊、近松敏夫、今西正男、沢柳迪子、福岡康裕、伍堂清彦、荒瀬寛樹、山浦栄、大原きぬ恵、長谷川直仁｜北條清嗣、守屋俊志｜日野道夫                                                                                 |                                                                                              |
| 453  | 2月13日         | 遺書・指名手配113号の男!                  | 佐藤五月 | 田中秀夫   | 太田直人、佐藤恵利、松熊信義、夏木章、久保田欣也、浮田真｜近藤宏、水城蘭子｜下塚誠 |                                                                                              |
| 454  | 2月20日         | 不倫!?紅林刑事が愛した女!                 | 佐藤五月 | 北本弘     | 新井春美｜太地琴恵、花悠子、伊藤慶子、鎌田功、佐々森勇二、徳田雅之、高村和栄、渡部るみ、新井小百合、作原利男｜市川好朗、中山昭二｜藤木悠 |                                                                                              |
| 455  | 2月27日         | フラッシュバック!通り魔を殺した女         | 山田隆司 | 辻理       | 小桜京子、河原さぶ、芦川誠、原口剛、松浪志保、河合絃司、青木俊朗、依田英助、八木隆、村上幹夫、山田光一、佐川二郎、兼田晴巨、泉福之助、三上ひろ子、石田哲也、金谷広志、阿部直美｜犬塚弘                                                           |                                                                                              |
| 456  | 3月6日          | 絆・ミッドナイトコールに殺しの匂い!       | 藤井邦夫 | 宮越澄     | 坂上味和｜佐藤仁哉、藍とも子｜今西正男、津路清子、石田和彦、五十嵐五十鈴、大川万裕子、佐野すえこ、高山広士｜花沢徳衛 |                                                                                              |
| 457  | 3月13日         | 終着駅の女I 新宿駅・田所初江の蒸発!       | 橋本綾   | 天野利彦   | 白川和子｜今出川西紀、簗正昭、保積ペペ、陶隆司、小瀬朗、伊尾明子、神谷政信、舟久保信之、土井みゆき、佐藤弘、高田恵梨子、林村清美、平野義和、片桐伸二郎、片桐尚美｜長谷川哲夫                                                                     |                                                                                              |
| 458  | 3月20日         | 終着駅の女II 上野駅・徳永礼子の犯罪!      | 橋本綾   | 三ツ村鐵治 | 結城しのぶ｜剣持伴紀、松井きみ江、保科三良、三川雄三、大坪日出代、麻ミナ、鎌田功 |                                                                                              |
| 459  | 3月27日         | 終着駅の女III 東京駅・青山圭子の逃亡!     | 橋本綾   | 北本弘     | MIE｜立石凉子、坂部文昭、岸井あや子、井上三千男、上野淳、宮寺康生、大館光信、衣笠健二、岩永茂、根間勇次｜高橋悦史 |                                                                                              |
| 460  | 4月3日          | 挑戦・この七人の中に犯人は居る!           | 長坂秀佳 | 天野利彦   | 長門裕之｜上田美恵、原陽子｜北村総一朗、堀田真三｜大谷朗、加茂正、松尾文人、志賀実｜山村美智子、垂水悟郎｜蟹江敬三 | OP、ED変更。 9周年記念懸賞企画作品。                                                         |
| 461  | 4月10日         | 挑戦II・窓際警視に捧げる挽歌!             | 長坂秀佳 | 天野利彦   | 長門裕之｜上田美恵、原陽子｜山村美智子、北村総一朗｜堀田真三、加茂正｜垂水悟郎｜蟹江敬三 | 蒲生警視殉職。                                                                               |
| 462  | 4月17日         | 不純異性交遊殺人事件!                     | 佐藤五月 | 野田幸男   | 曲木有希、徳永亘｜坂部文昭、藤悦子、平沢智子｜樋口のり子、武内文平、森田遙、沢柳迪子｜長谷川誉、近藤秀樹、沢井美奈、新井昌和｜小川真喜子、八百原寿子、福岡康裕、浮田真｜岸久美子、金内喜久夫                                                     |                                                                                              |
| 463  | 4月24日         | 大崎の女・凍死トリック、死を招く雨!       | 桃井章   | 北本弘     | 水原ゆう紀｜中真千子、佐伯徹、桑原一人、里木佐甫良、兼田晴巨、槇ひろ子、山中康司、菊地太、俵一、柴田優子、泉田江里、白潟綾子、松尾晶代 |                                                                                              |
| 464  | 5月1日          | 傷痕・男達のララバイ!                     | 藤井邦夫 | 三ツ村鐵治 | 鹿内孝｜杉本哲太、徳丸純子、京春上、きくち英一、入江正徳、宮沢元、西川敬三郎、長良力也、瀬木一将、小山昌幸、舟久保信之、速水悠乃、影山誠二、三上勝司、岩永茂、塩谷幸之、三上祐、高田恵利子、小笠原東一郎、奥富直子、箱山公英、松尾晶代           |                                                                                              |
| 465  | 5月8日          | 埋み火・闇に濡れる哀切のルージュ!         | 野波静雄 | 天野利彦   | 大塚良重｜杉欣也、神谷政浩、伊藤昌一、大家博、鎌田功、佐藤巧、加藤仁志、飯塚健一、内田修司、松本美佐代、石田哲也、三遊亭遊三、三鈴栄子｜加藤嘉                                                                                                   |                                                                                              |
| 466  | 5月15日         | 木曜日の暴行魔!疑惑の単身警官待機寮       | 藤井邦夫 | 宮越澄     | 川崎公明、頭師佳孝、浅見美那、長江洋平、水木薫、山田光一、泉よし子、常泉忠通、山河連滉、木村修、岡幸次郎、植村由美、五野上力、青野宏明、小林栄次、渕上大二郎、高山瑛光、服部利佳子、斉藤奈保、渡部るみ、泉田江利、新井タミキ｜伊吹剛｜御木本伸介 |                                                                                              |
| 467  | 5月22日         | 千五百万人の悪女たち・パート主婦不倫心中! | 阿井文瓶 | 北本弘     | 真木洋子｜吉永慶、中田博久、会田由来、黒木優美、山田博行、五十嵐五十鈴、大館光信、植田真美、高田恵梨子、奥富直子、尾崎泰子｜大林丈史 |                                                                                              |
| 468  | 5月29日         | 死体彷徨・水の殺人トリック!               | 大野武雄 | 三ツ村鐵治 | 清水章吾｜石山雄大、江幡高志｜田中洋介、梅原正樹、小沢悦子、井上三千男、依田英助、泉福之助、福岡康裕、高村和栄、鎌田功、阿部渡｜平泉成 |                                                                                              |
| 469  | 6月5日          | 追跡・声紋No.105937!                      | 宮下隼一 | 村山新治   | 小島三児｜藤田宗久、東丘出陽、江藤漢、梅原正樹、久遠利三、増岡弘、伊東あつ子、西尾徳、高杉哲平、永谷悟一、大平輝雄、佐々森勇二、大櫃和行、近藤克明、金谷広志、伊東聰、橋本早苗、駒崎涼太郎、吉原昌枝｜中島葵、西沢利明                           |                                                                                              |
| 470  | 6月12日         | 連続放火事件・待ちつづけた女!             | 佐藤五月 | 宮越澄     | 長門勇｜時本和也、佐々木敏、里見和香、横山あきお、鈴木泰明、酒井郷博、丹治信歳、小甲登枝恵、仲塚康介、荒瀬寛樹、森朝子、小山昌幸、谷藤直美、本橋映代｜赤座美代子                                                                                 |                                                                                              |
| 471  | 6月19日         | 殺人依頼をする女・あの人を殺して…!        | 宮下隼一 | 天野利彦   | 芦川よしみ｜大場順、福岡正剛、太田久美、岡田和子、高橋亜貴子、宮脇志都、橋本早苗、石田哲也｜原口剛 |                                                                                              |
| 472  | 6月26日         | 死に憑かれた女!                           | 藤井邦夫 | 辻理       | 田島令子｜鹿又裕司、長谷川誉、小山武宏、津野哲郎、岩城力也、相馬剛三、加地健太郎、磯村千花子、夏木章、八百原寿子、吉田照義、渡部るみ、奥富直子、白潟綾子、太田明香、武重慶士｜石山律雄                                                           |                                                                                              |
| 473  | 7月3日          | 嘘から出た殺人・結婚詐欺師に愛の手を!     | 宮下隼一 | 天野利彦   | 牟田悌三｜木村弓美、鈴木正幸、能登裕康、三田登喜子、高山千草、山田光一、小甲登枝恵、村松美枝子、飯島明子、薫田隆行、小林勝也、長谷川待子｜吉野由樹子                                                                                             |                                                                                              |
| 474  | 7月10日         | 原宿・ハウスマヌカン夢芝居!               | 石松愛弘 | 北本弘     | 高橋ひとみ｜大竹修造、松尾久美子、斉藤信也、武田みえ子、藤木聖子、山崎之也、鎌田功、内田修司、藤谷文子、中林由利子、三上博子、佐藤法義、榎本郁代、原田由美子、石井二三子｜永井秀和                                                               |                                                                                              |
| 475  | 7月17日         | エアロビクス・コネクション!               | 石松愛弘 | 三ツ村鐵治 | 朝比奈順子、西川明、津田和彦、近藤宏、入江正徳、菊地太、谷口誠、佐々森勇二、久慈英朗、小沢司、三上勝司、橘内孝之｜外山高士、神田隆 |                                                                                              |
| 476  | 7月24日         | 単身赴任誘拐事件・窓際族の身代金!         | 藤井邦夫 | 辻理       | 内藤武敏｜柳川慶子、久保田民絵、小瀬格、平野稔、武内文平、三上剛仙、長谷部香苗、佐々木誠人、橋本早苗、磯部稲子、工藤彰吾、大舘光信、中島元、相原巨典、竹内靖、山本緑、木村修、佐川二郎、山浦栄、山形政彦、内田修司、作原利男                     |                                                                                              |
| 477  | 7月31日         | 慕情・神代課長を狙撃させた女!             | 石松愛弘 | 北本弘     | 松原智恵子｜伊沢一郎、上野山功一、遠藤憲一、大木史朗、村上幹夫、岸本功、上野忠彦、横山桂子、加藤忠行、舟久保信之、白井達始、三宅顕三、平沼孝充、峯村康平、長嶋申夫、影山誠二、松本美佐代、白潟綾子、岩永泰幸、森聖二、坂本寿久｜御木本伸介       |                                                                                              |
| 478  | 8月7日          | 浅草偽装心中・姉を殺した女スリ!?          | 佐藤五月 | 天野利彦   | 原あゆこ、森川正太｜及川ヒロオ、木田三千雄｜新山真弓、東丘出陽、松本朝生｜伊東平山、大矢兼臣、若林哲行｜田村元治、高月忠、五野上力 |                                                                                              |
| 479  | 8月14日         | 真夏の夜の悪夢・風呂好きの死体!           | 佐藤五月 | 辻理       | 山本みどり｜中村富美代、津路清子、八百原寿子、宇乃壬麻、町田幸夫、佐々森勇二、渡辺るみ｜本郷直樹 |                                                                                              |
| 480  | 8月21日         | テレクラ嬢殺人事件・亡霊からのラブコール! | 宮下隼一 | 北本弘     | 趙方豪、川村一代、森田典子、佐藤晟也、久保忠郎、小池幸次、有働智章、植田真美、吉田美和、泉福之助、村添豊徳、松永秀一、永國麻里、中山彌生｜太田あや子                                                                                             |                                                                                              |
| 481  | 8月28日         | 殺人志願!少女、18歳の熱い夏               | 宮下隼一 | 三ツ村鐵治 | 柄沢次郎、渡辺祐子、福家美峰、新井大介、吉田淳、門田俊一、小沢弘子、高杉省伍、大山豊、高岡良平、加藤ひとし、梅原正樹、高山広士、前原実、中西典子、鎌田功、宮崎智朗                                                                               |                                                                                              |
| 482  | 9月4日          | 連続爆破・共犯者は街に溢れる!             | 藤井邦夫 | 天野利彦   | 福田健次、杉欣也｜渡辺理砂、人見ゆかり｜山中康司、丹内由基子、荒瀬寛樹｜松尾晶代、岩庭友啓、田中完 |                                                                                              |
| 483  | 9月11日         | 警官失踪・闇に哭く銃声!                   | 押川国秋 | 三ツ村鐵治 | 船戸順｜野口ふみえ、深谷隆、岩城力也、宮寺康生、大松剛、有川雄司、内田大貴、佐久間まち子、山田博行、大川万裕子 |                                                                                              |
| 484  | 9月18日         | 二重記憶喪失の女・青い鳥、墜ちた!         | 宮下隼一 | 宮越澄     | 中村明美｜井上高志、原田英子、辰馬伸、坂口徹郎、岡田由紀子、石田和彦、鵜沢秀行、稲川善一、近松敏夫、梅原正樹、中尾慎司、志村匡、服部泰明、三浦剛、井村翔子、久慈英朗                                                                             |                                                                                              |
| 485  | 9月25日         | 鉢植の墓標・風俗ギャル殺人事件!           | 藤井邦夫 | 辻理       | 花村美歩、新井康弘、小鹿番、荒井由加、井沢明子、松岡久美、望月太郎、清水照夫、伊藤あつ子、山本緑、伊藤慶子、山岡健次、二階堂美由紀、三上祐 |                                                                                              |
| 486  | 10月9日         | 喪服のソープ嬢・1/30秒の殺人トリック!     | 大野武雄 | 天野利彦   | 影山仁美｜南利明、高野真二、二瓶正也、依田英助、高杉哲平、鈴木泰明、梅原正樹、白川恵子、小室穣、菊地太｜宮崎達也 |                                                                                              |
| 487  | 10月16日        | 涼子・夢に縋った女!                       | 桃井章   | 北本弘     | 佐藤恵利｜谷本小代子、須賀良、会田由来、原一平、安田隆、篠田薫、伍堂清彦、みき進太、西尾友吾、ふくしまとしえ｜江藤博利 |                                                                                              |
| 488  | 10月23日        | 侮られた夫の殺意・殺したい程憎い妻!       | 佐藤五月 | 辻理       | 北詰友樹｜鈴鹿景子、沼田爆、麻志奈純子、棟里佳、湊俊一、守屋俊志、小川晃世、たうみあきこ、五十嵐美鈴、江崎和代、五野上力、村木勲、田中卓、奈良坂敦、榎本郁代                                                                                     |                                                                                              |
| 489  | 10月30日        | 強盗犯逃亡・あぶない道連れ!               | 宮下隼一 | 二谷英明   | 堀広道｜水村泰三、若尾義昭、田畑祐一、里木佐甫良、岸井あや子、青嶋卓弘、小山昌幸｜泉じゅん | OP変更。                                                                                     |
| 490  | 11月6日         | 連続誘拐・心臓移植の少女!                 | 林誠人   | 野田幸男   | 島田順司｜進千賀子、今出川西紀｜筒井明日、武田優子、仲塚康介、岸本功、山浦栄、木村修、太地琴恵、鎌田功、福岡康裕、高村和栄、村添豊徳、石村真理｜勝部演之                                                                                         |                                                                                              |
| 491  | 11月13日        | 青い殺意・優しい放火魔!                   | 宮下隼一 | 天野利彦   | 伊佐山ひろ子｜谷本重美、値賀忠士、青木香奈枝、若林哲行、水橋和夫、沢柳迪子、木場剛、梅原正樹、佐々森勇二、渡辺るみ、高野弘樹、野村和也、田中啓示、沢達史、宮田佳名絵、皆川正也                                                                   |                                                                                              |
| 492  | 11月20日        | 天使を乗せた紙ヒコーキ!                   | 藤井邦夫 | 天野利彦   | 中山仁｜中島葵、時本和也、福山升三、姫ゆり子、小池雄介、団巌、相原巨典、竹内靖、青柳有希子、那智武敏、城春樹、斉藤四郎、徳田雅之、久慈英朗、村松美枝子、中島英策、橘内孝之、塩谷幸之、高尾真                                                     |                                                                                              |
| 493  | 11月27日        | 女装殺人・男たちのレイ・オフ!             | 大野武雄 | 宮越澄     | 清水章吾｜松居直美、遠藤征慈｜大林丈史、江藤漢、大川直子｜大和撫子、吉沢健、名川貞郎、岡幸次郎、鎌田功、内田修司、石川哲也、小田文隆 |                                                                                              |
| 494  | 12月4日         | 二人の女・重複した殺意!                   | 藤井邦夫 | 宮越澄     | 亜湖、三浦真弓、山口奈美、市川千恵子、片岡弘貴、能登裕康、佐川二郎、山中康司、高橋ゆかり、中西典子、鈴木正人 |                                                                                              |
| 495  | 12月11日        | 下着パーティを覗いた女!                   | 佐藤五月 | 村山新治   | 沢田雅美｜佐野アツ子、桜井浩子、北島マヤ、海津亮介、三上剛仙、相川圭子、樋口のり子、小甲登枝恵、山下友美子、泉福之助、小山柳子、平井一幸、大館光信、泉水美和子、小堀一美、山田智子、采野優香                                                     |                                                                                              |
| 496  | 12月18日        | 女子大生就職内定殺人事件!                 | 宮下隼一 | 三ツ村鐵治 | 塚田きよみ、深江章喜、木田三千雄、野村昇史、高野光平、川道信介、太田久美、風間みつき、大山豊、門谷美佐、松永秀一、作原利男、薫田隆行、玉井千鶴、石岡久美                                                                                         |                                                                                              |
| 497  | 12月25日        | 魔のクリスマスプレゼント!                 | 藤井邦夫 | 北本弘     | 浜田光夫｜村田正雄、田村奈美、堀田真三、相馬剛三、田村貫、浜島夏子、山本緑、伊藤真、村添豊徳、中西典子、植竹よしみ、斎藤奈保 |                                                                                              |
| 498  | 1987年 1月8日   | 翔んでる目撃者!                           | 佐藤五月 | 宮越澄     | 葦原邦子｜一柳みる、磯村千花子、横山あきお、丹治信歳、坂井寿美江、有馬光貴、酒井郷博、伊東あつ子、岡田和子、山崎之也、仲塚康介、山田光一、五野上力、恒松敦巳、船形民哉、藤木義勝｜浜村純                                                         |                                                                                              |
| 499  | 1月15日         | 雪に消えた憎しみ                          | 藤井邦夫 | 野田幸男   | 蝦名由紀子｜平泉成、石山雄大、原田千枝子、中真千子、槇ひろ子、成田次穂、高月忠、森田浩平、中島元、鹿又裕司、横尾三郎、角間進、高村和栄｜立石凉子                                                                                                 |                                                                                              |
| 500  | 1月22日         | 退職刑事船村・鬼                          | 長坂秀佳 | 天野利彦   | 大滝秀治｜蟹江敬三｜睦五朗、三浦リカ｜田口計、近藤宏｜頭師孝雄、徳永まゆみ｜上田耕一、大久保敏子、菊地太、竹沢慶、児玉頼信｜誠直也 | 500回記念作品。                                                                              |
| 501  | 1月29日         | 退職刑事船村II・仏                        | 長坂秀佳 | 天野利彦   | 大滝秀治｜蟹江敬三｜睦五朗、三浦リカ｜田口計、近藤宏｜頭師孝雄、寺田路恵、徳永まゆみ｜上田耕一、菊地太、山浦栄｜清水照夫、竹沢慶、橘内孝之、おくたにたくお｜誠直也                                                                               | 500回記念作品。                                                                              |
| 502  | 2月5日          | 殺人警察犬MAX                             | 長坂秀佳 | 辻理       | 小林昭二｜今里直子、福岡正剛、松樹直也、鎌田功、三村政滋、内田修司、佐々森勇二 |                                                                                              |
| 503  | 2月12日         | 黄色い帽子の女                            | 長坂秀佳 | 宮越澄     | 萩尾みどり｜田中洋介、可知靖之、梅原正樹、大石修、上野忠彦、織田めぐみ、セトラ・クーパー、助川未華｜風祭ゆき |                                                                                              |
| 504  | 2月19日         | 拳銃強奪・愛した日々よ永遠に!             | 大野武雄 | 村山新治   | 潮哲也｜荒井玉青、佐竹明夫、岡田由紀子、広瀬昌助、沢井桂子、山岡八高、小沢一義、渕上大二郎、青野広明、原一平、稲川善一、横山桂子 |                                                                                              |
| 505  | 2月26日         | 早春の伊豆・迷路に墜ちた愛                | 藤井邦夫 | 天野利彦   | 西崎みどり｜和崎俊哉、山口将之、三島新太郎、斉藤雅史、酒井麻吏、相原巨典、須賀良、山本緑、八百原寿子、鎌田功、高村和栄、松尾晶代、石田哲也、二階堂美由紀｜青木義朗                                                                               |                                                                                              |
| 506  | 3月5日          | 地上げ屋殺し                              | 阿井文瓶 | 野田幸男   | 仲谷昇｜坂部文昭、小池雄介、北條清嗣、新山真弓、村野友美、大川万裕子、岸本功、梅原正樹、大念寺誠、岸端浩也、若林立夫、加茂正一、佐川二郎、永野周子、田中領、青木玲波｜今福将雄                                                                   |                                                                                              |
| 507  | 3月12日         | 橘警部・父と子の十字架                    | 長坂秀佳 | 宮越澄     | 中康治｜佐藤仁哉、園田裕久｜大地康雄、呉恵美子、鹿又裕司｜岩城力也、岡本しげる、小林努、佐々森勇二｜葛西直美、石井亮一、佐藤陽介、舘山寿幸、下山雄嗣                                                                                             | 終幕三部作。                                                                                 |
| 508  | 3月19日         | 桜井警部補・哀愁の十字架                  | 長坂秀佳 | 田中秀夫   | 安部徹｜佐藤仁哉、宮崎達也｜小瀬格、守屋俊志、大地康雄｜岩城力也、岡本しげる、今西正男｜八百原寿子、葛西直美、林佳代子、鎌田功｜佐々森勇二、渡部るみ、石井亮一、佐藤陽一｜中康治                                                                 | 終幕三部作。                                                                                 |
| 509  | 3月26日         | 神代警視正・愛と希望の十字架              | 長坂秀佳 | 宮越澄     | 蟹江敬三｜安部徹｜中康治、本郷直樹｜宮崎達也、梶哲也、中江真司｜岩城力也、紀ノ川瞳、佐々森勇二｜鈴木瑞穂 | 終幕三部作。                                                                                 |